# Beijing Benz
Beijing Benz (oficialmente Beijing Benz Automotive Co., Ltd) es una compañía dedicada a la fabricación de automóviles con sede en Pekín, China, siendo una empresa conjunta propiedad de BAIC Motor y de Mercedes-Benz Group.
Se estableció originalmente en enero de 1984 como una empresa conjunta formada por BAIC Motor de Beijing, China y American Motors Corporation (AMC) de Míchigan, Estados Unidos, por lo que inicialmente se denominó Beijing Jeep Corporation (en chino simplificado, 北京吉普汽车有限公司). Fue la primera empresa conjunta china de fabricación de automóviles con un socio occidental. La empresa conjunta continuó después de que Chrysler adquiriera AMC en 1987, cuando Chrysler se fusionó con el fabricante de automóviles alemán Daimler-Benz AG en 1998 y finalmente terminó su asociación en 2005.
Más tarde, Jeep regresó al mercado chino en marzo de 2010 bajo GAC Fiat, donde la empresa empezó a fabricar el Jeep Cherokee en Changsha a partir de 2015. El Jeep Commander/Jeep Grand Commander (K8) (un modelo exclusivo para el mercado chino) se agregó en 2018 para ser ensamblado en la planta de Changsha. Los modelos Jeep Compass (M4) y Jeep Renegade (BQ) se comenzaron a producir en Guangzhou a partir de 2016.
Mercedes-Benz participó por primera vez en una empresa conjunta de corta duración desde 1987 hasta 1988 con FAW (First Automobile Works), donde se produjeron 828 vehículos que consistían en Mercedes-Benz (W123) 200 y 230E Lang, la mayoría de los cuales se fabricaron con kits de montaje. Se estableció más tarde en agosto de 2005, donde Mercedes Benz se reintrodujo en el mercado chino como Beijing Benz y ensambló su primer automóvil, un Mercedes-Benz Clase E en diciembre de 2005.
A partir de 2016, Beijing Benz comenzó a ensamblar y fabricar los modelos Mercedes-Benz Clase E (distancia entre ejes larga) y Clase C en China.
Poco después, en 2017, Beijing Benz comenzó a fabricar el 58% de las piezas de los Mercedes-Benz Clase GLA, Mercedes-Benz Clase GLB y Mercedes-Benz Clase GLC en China para exportarlas posteriormente para su montaje.
Además de Beijing, también hay una subsidiaria en Fuzhou con el nombre de Fujian Benz establecida en 2007, donde se han producido vehículos comerciales ligeros como el Vito desde abril de 2011 y el Sprinter desde noviembre de 2011. El Viano comenzó en el mismo mes que el Vito y finalizó su producción en abril de 2015. La Clase V se lanzó en marzo de 2016.
Desde la venta de Chrysler y Jeep a FIAT en 2014, los vehículos tipo Jeep y sus derivados han sido producidos por la subsidiaria Beijing Automobile Works Co., Ltd. (BAW) de BAIC.

## Historia
La historia de esta empresa se remonta a la Beijing Jeep Corporation (BJC), que fue la primera empresa conjunta de automóviles chino-extranjera en China. Se convirtió en un prototipo para futuros proyectos cooperativos y BJC pasó a ser un caso de prueba que revelaba problemas, tanto políticos como económicos, que se les presentarían a otros inversores que los chinos esperaban atraer.
El nombre actual, Beijing Benz, se introdujo en 2005 y la empresa pasó a ser propiedad de Beiqi y de Mercedes-Benz Group.

### American Motors
Beijing Benz surgió de lo que originalmente era Beijing Jeep Corporation (en chino simplificado, 北京吉普汽车有限公司), la primera empresa conjunta automotriz sino-occidental de China que se estableció en 1984 con la American Motors Corporation como socio.
American Motors inició negociaciones en 1979 para vender sus vehículos en China, y a la vez obtener acceso a la mano de obra china de bajo costo. Los chinos querían una tecnología automotriz más moderna; por lo que Beijing Jeep satisfizo las necesidades de ambas partes y produjo el Jeep Cherokee (XJ) de American Motors en Pekín. Si bien las conversaciones comenzaron a fines de la década de 1970, la fabricación comenzó en 1985. La inversión inicial de AMC fue de 8 millones de dólares. El ensamblaje del Cherokee continuó después de que Chrysler comprara American Motors, al igual que la producción de los clásicos SUV basados en el Beijing BJ212.
Desde entonces, Beijing Jeep se ha conocido como un ejemplo de las primeras inversiones extranjeras directas en China. Sus dificultades y éxitos se han analizado minuciosamente en diversos estudios, y dichos informes académicos a veces comparan la estrategia de mercado de Beijing Jeep con la de Shanghai Volkswagen, otra de las primeras empresas conjuntas chino-extranjeras.

### Chrysler
Cuando Chrysler compró American Motors en 1987, su marca Jeep vino con una agradable sorpresa, Beijing Jeep. Posteriormente, se agregaron algunos modelos de Chrysler a la línea de productos de la compañía china, incluidos el Jeep Grand Cherokee, el Mitsubishi Nativa y el Mitsubishi Outlander, así como algunos vehículos desarrollados localmente con la marca Beijing Jeep. Chrysler ya no tenía propiedad en Beijing Jeep a principios de 2009 debido al fracaso a su adquisición por parte de Mercedes-Benz Group, que se quedó con la rentable operación de fabricación en China una vez que quedó claro que la fusión con Chrysler era una propuesta fallida. La fabricación nacional de vehículos de la marca Jeep cesó en 2006. Sin embargo, posteriormente se fabricaron modelos Jeep más nuevos en una empresa conjunta formada por GAC Group y Fiat Chrysler Automobiles, propietario de las marcas Chrysler y Jeep.

### Daimler AG
Durante la asociación de corta duración de Chrysler con Daimler AG, fabricante de los automóviles Mercedes-Benz, la producción en Beijing Jeep se amplió para incluir productos de la marca Mercedes-Benz. Su nombre legal se cambió a Beijing Benz-DaimlerChrysler Automotive Co Ltd. El Canciller de Alemania Gerhard Schröder asistió a la ceremonia del cambio de nombre en 2004. Si bien Chrysler se retiró de la empresa en 2009, permaneció con su nombre legal durante varios años más.
La empresa comenzó a producir el Mercedes-Benz Clase E localmente en 2006 y el Clase C en 2008. La fabricación de modelos con la marca Chrysler continuó hasta por lo menos 2008. Esto incluía el 300C y el Sebring, que eran tanto de producción local como importados.
Antes de 2010, la Clase E se ensambló a partir de kits de montaje, con una baja tasa de componenetes locales de alrededor del 30 %.
Por cierto, Daimler había cooperado previamente con First Automobile Works para producir los sedanes Mercedes-Benz W123 (200 y 230E), aunque no resultaron ser populares. Entre enero de 1988 y 1990 solo se ensamblaron 828 unidades en Changchun, la mayoría de las cuales eran del modelo 230. Algunas docenas de los 230E (V123) de batalla larga se encontraban entre los coches ensamblados.

## Operaciones
Beijing Benz tiene una base de producción en el Área de Desarrollo Económico y Tecnológico de Beijing. Se inauguró otra planta en 2010. Esta apertura puede haber aumentado la capacidad de producción potencial de Beijing Benz a 300.000 unidades/año. Dichos recuentos de unidades pueden considerar los motores y los automóviles como unidades independientes. Está previsto que una futura base de producción de motores entre en funcionamiento en 2013.
Beijing Benz no produce todos los automóviles de la marca Mercedes que se venden en el mercado chino, y algunos modelos (como por ejemplo, los de la Clase S, son importadas directamente por Mercedes-Benz (China) Ltd.
A partir de 2009, los productos de Beijing Benz, junto con los de varias otras marcas, son comprados para uso de funcionarios de la República Popular China, como ministros y jefes provinciales.
Se esperaba que las ventas en 2010 alcanzaran los 50.000 automóviles, pero las ventas totales de Mercedes-Benz en China, incluidas las importaciones, se acercaron a las 150.000 unidades. En 2008, la capacidad de producción de Beijing Benz se estimó en 100.000 unidades/año, aunque esa cifra puede considerar motores y vehículos independientemente, y la empresa probablemente solo pudo producir la mitad de esa cantidad de vehículos completos.

## Modelos

### Producción actual

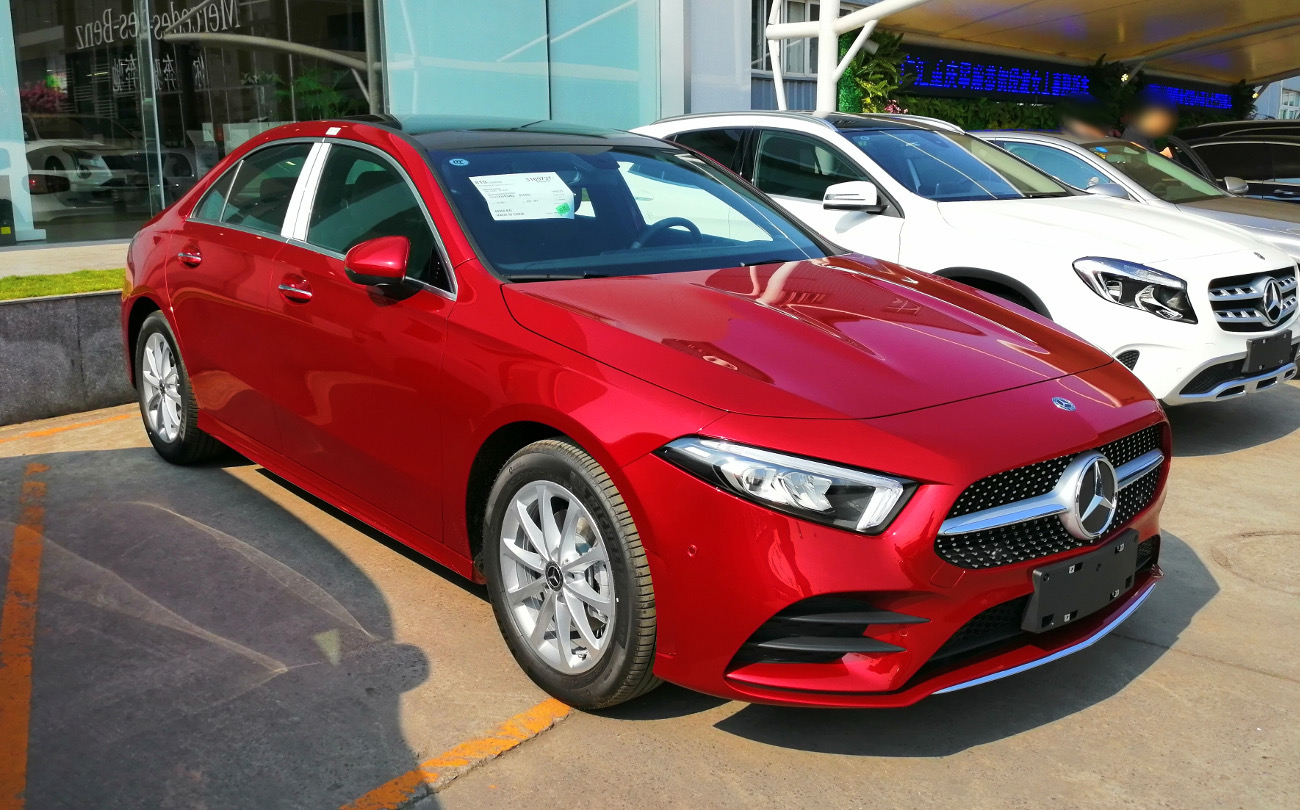
Desde 2019 梅赛德斯奔驰A-级Z177 Mercedes-Benz A-Class Z177
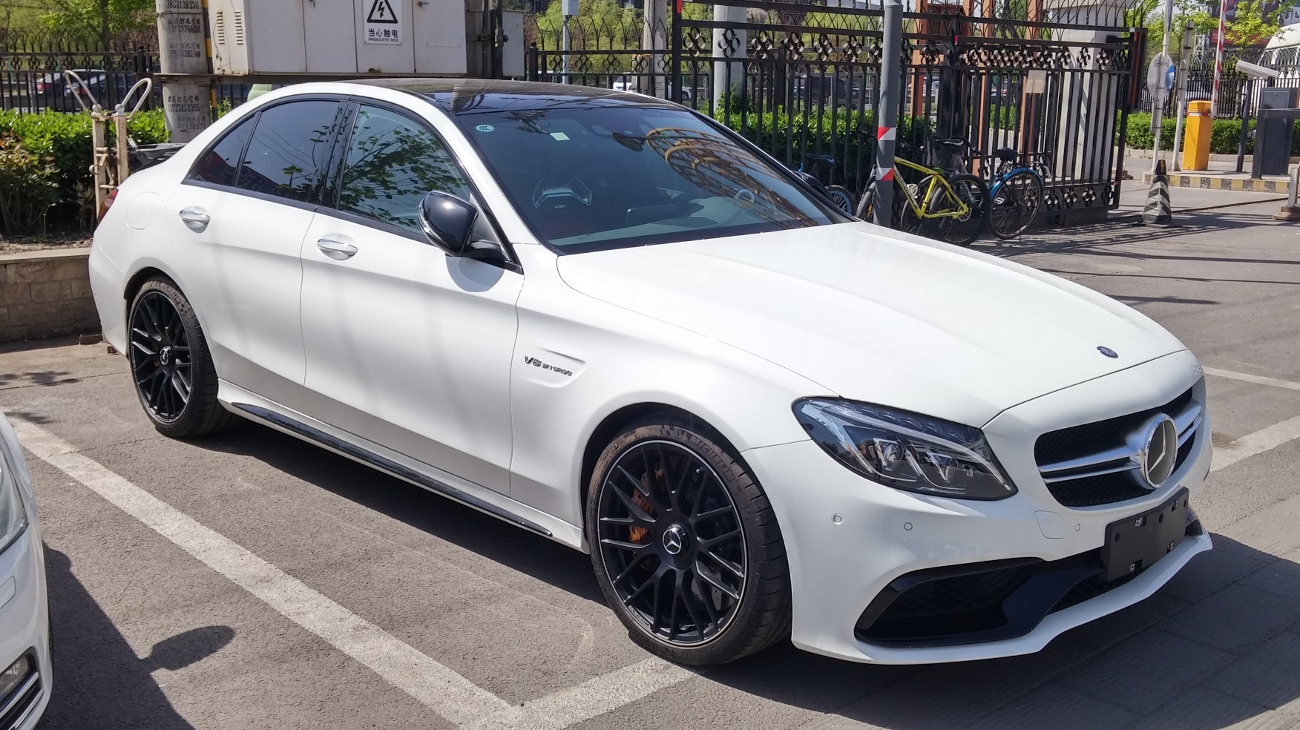
Desde 2014 梅赛德斯奔驰C-级W205 Mercedes-Benz C-Class W205
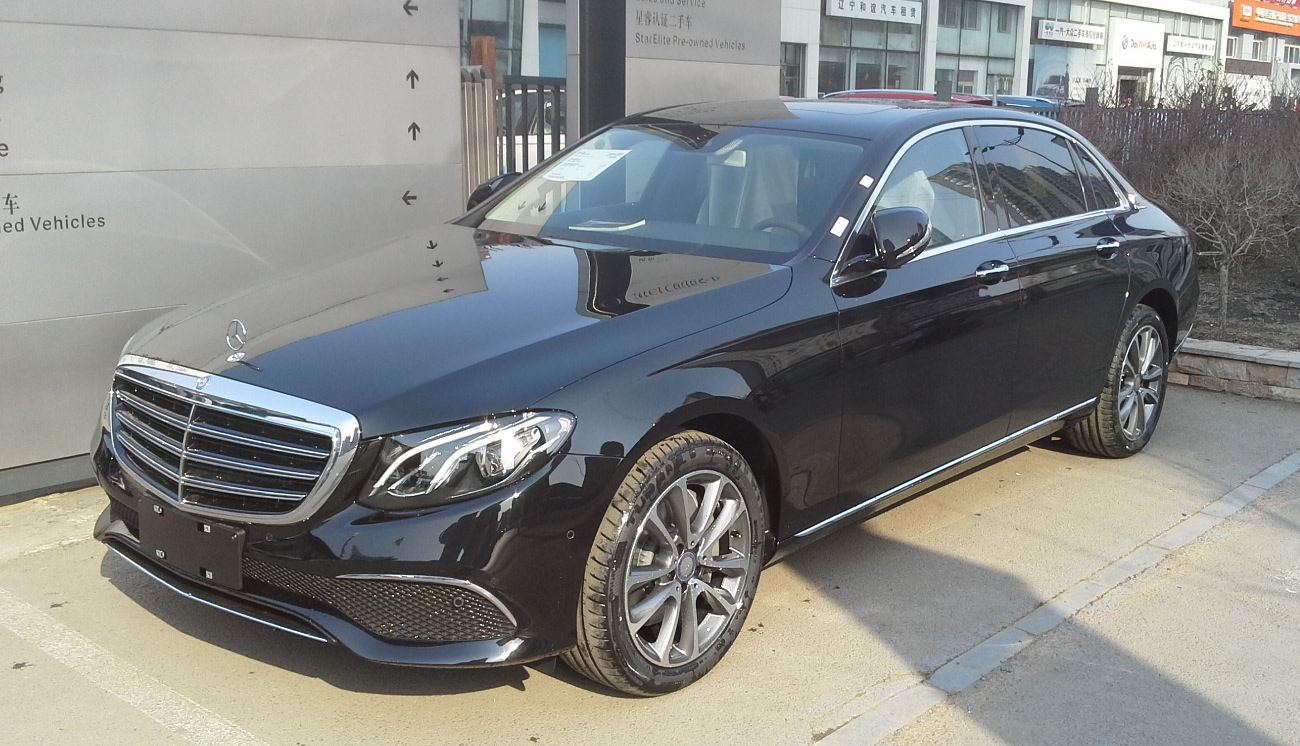
Desde 2016 梅赛德斯奔驰E-级V213 Mercedes-Benz E-Class V213
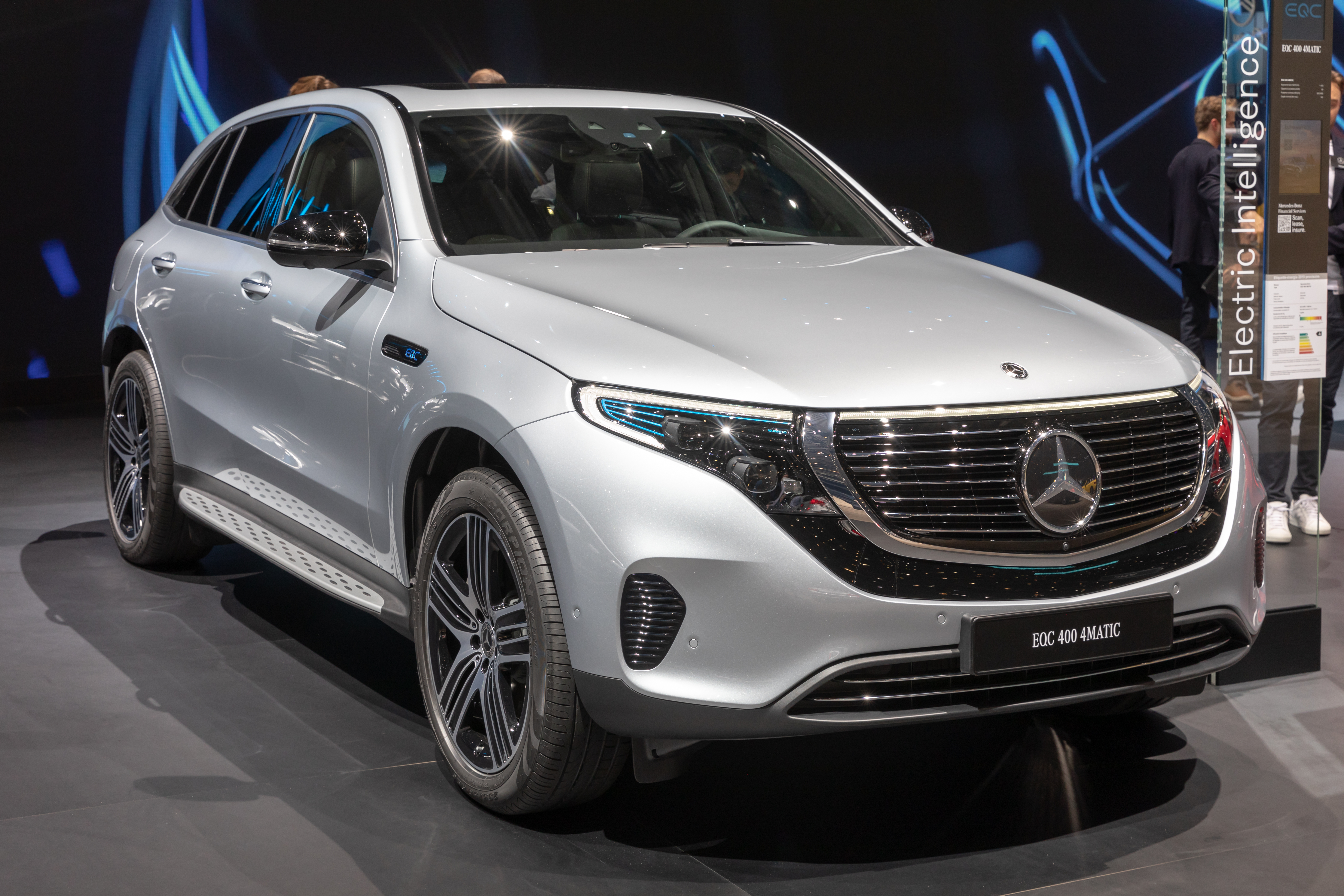
Desde 2019 梅赛德斯奔驰EQC Mercedes-Benz EQC
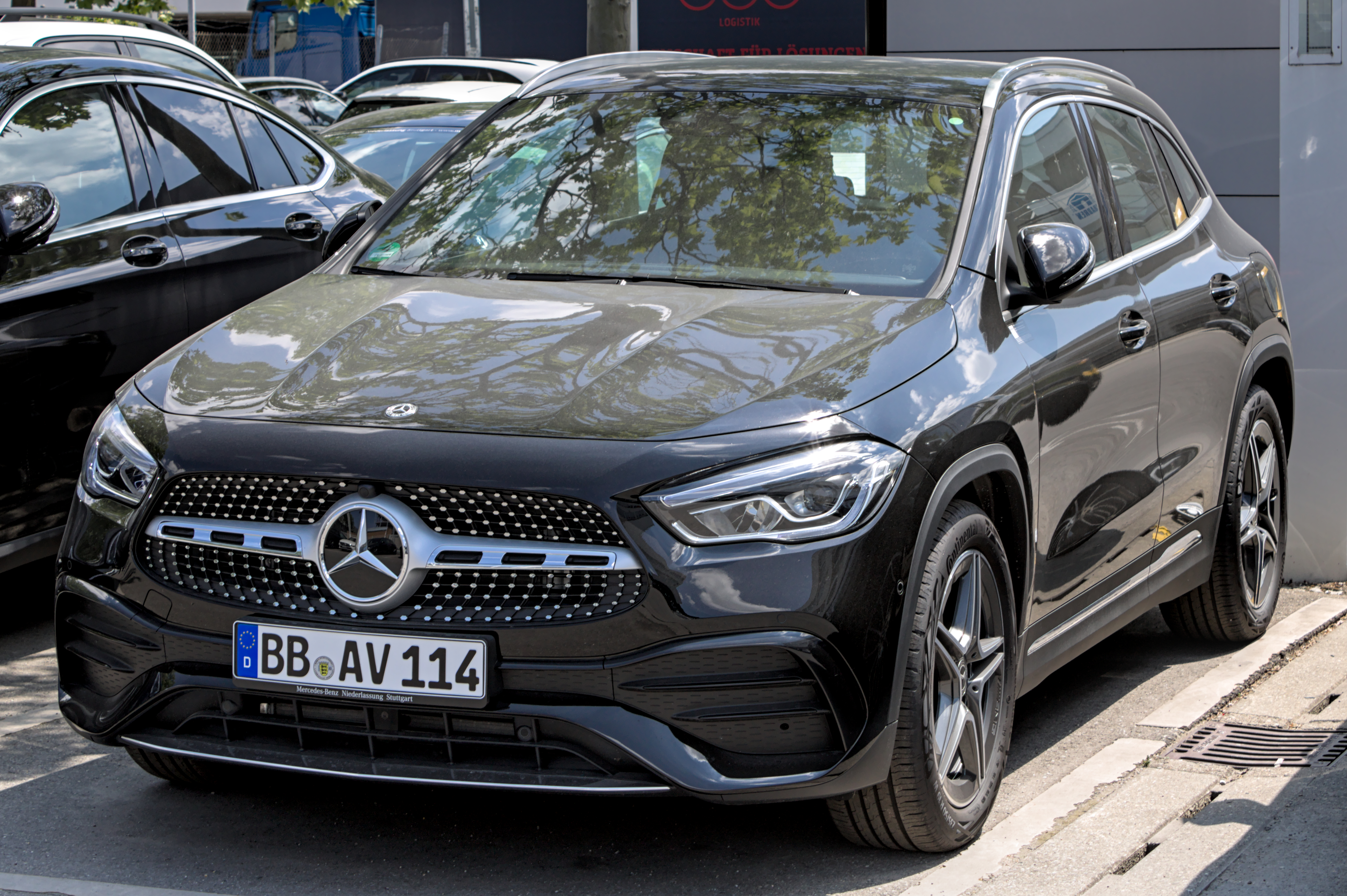
2020–present 梅赛德斯奔驰GLA-级H247 Mercedes-Benz GLA-Class H247
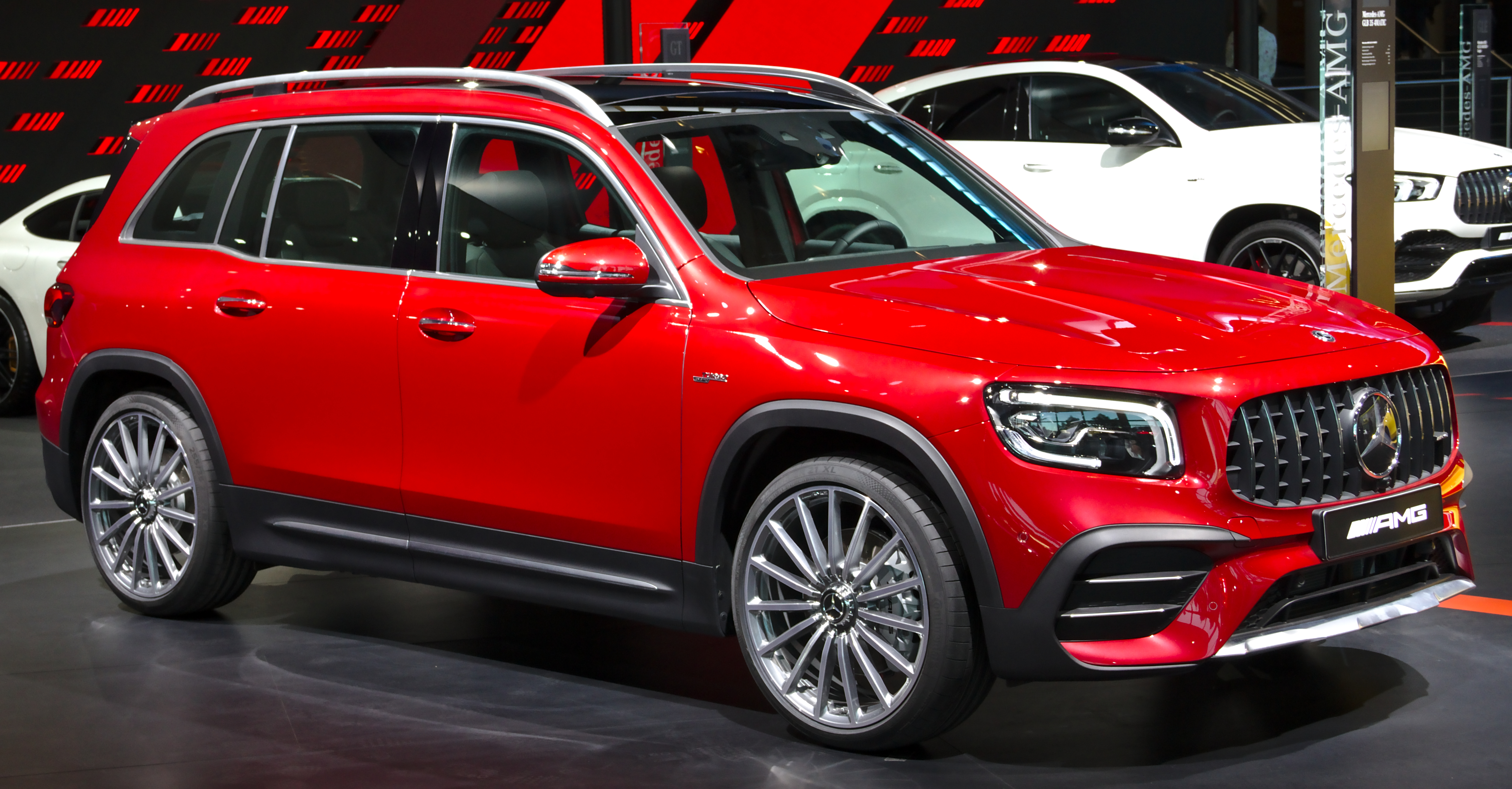
Desde 2019 梅赛德斯奔驰GLB-级 Mercedes-Benz GLB-Class
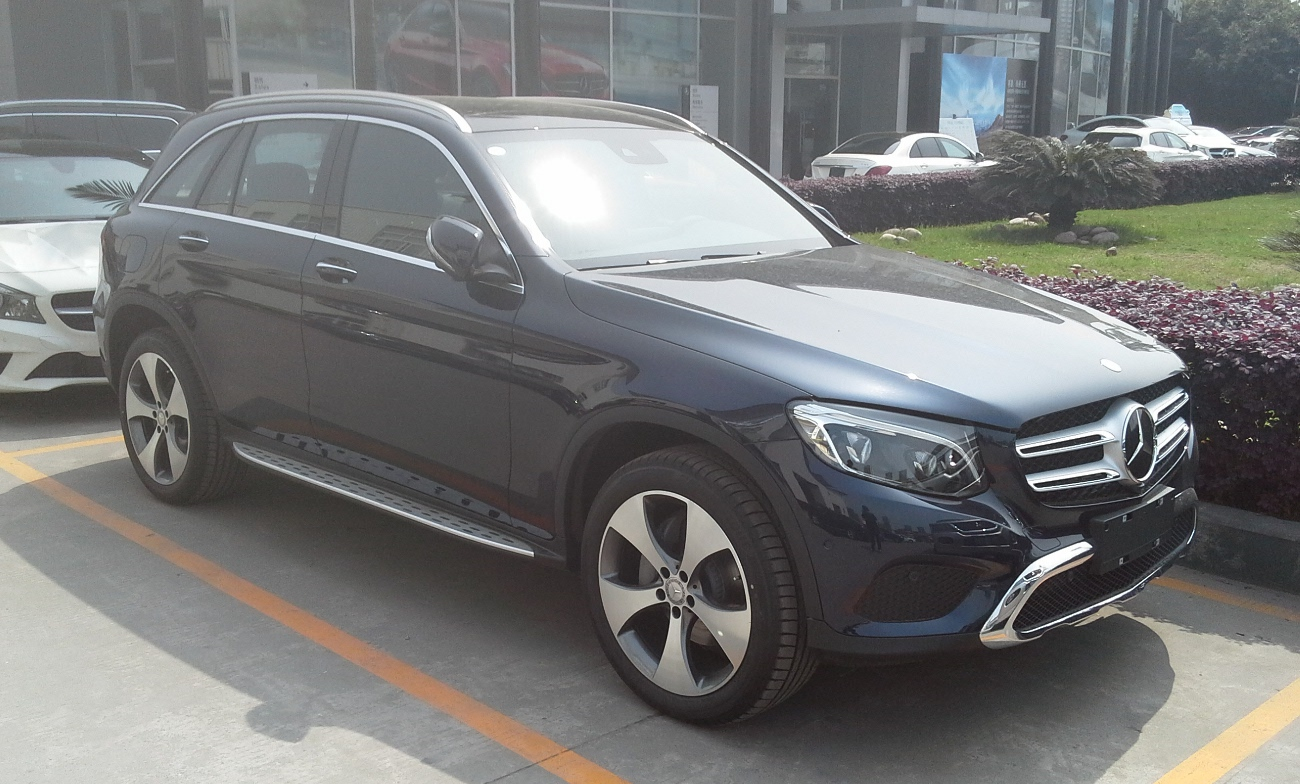
Desde 2015 梅赛德斯奔驰GLC-级 Mercedes-Benz GLC-Class

### Antigua producción (Beijing Jeep)

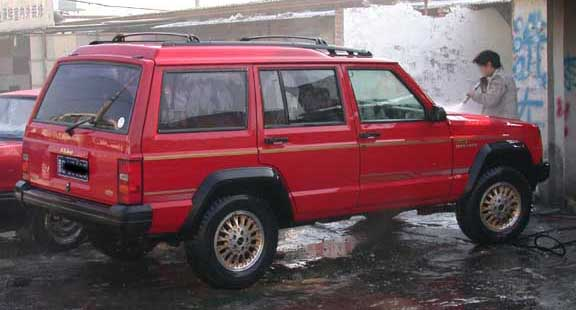
1984–2005 北京BJ213/2021/7250 Beijing BJ213/2021/BJ7250
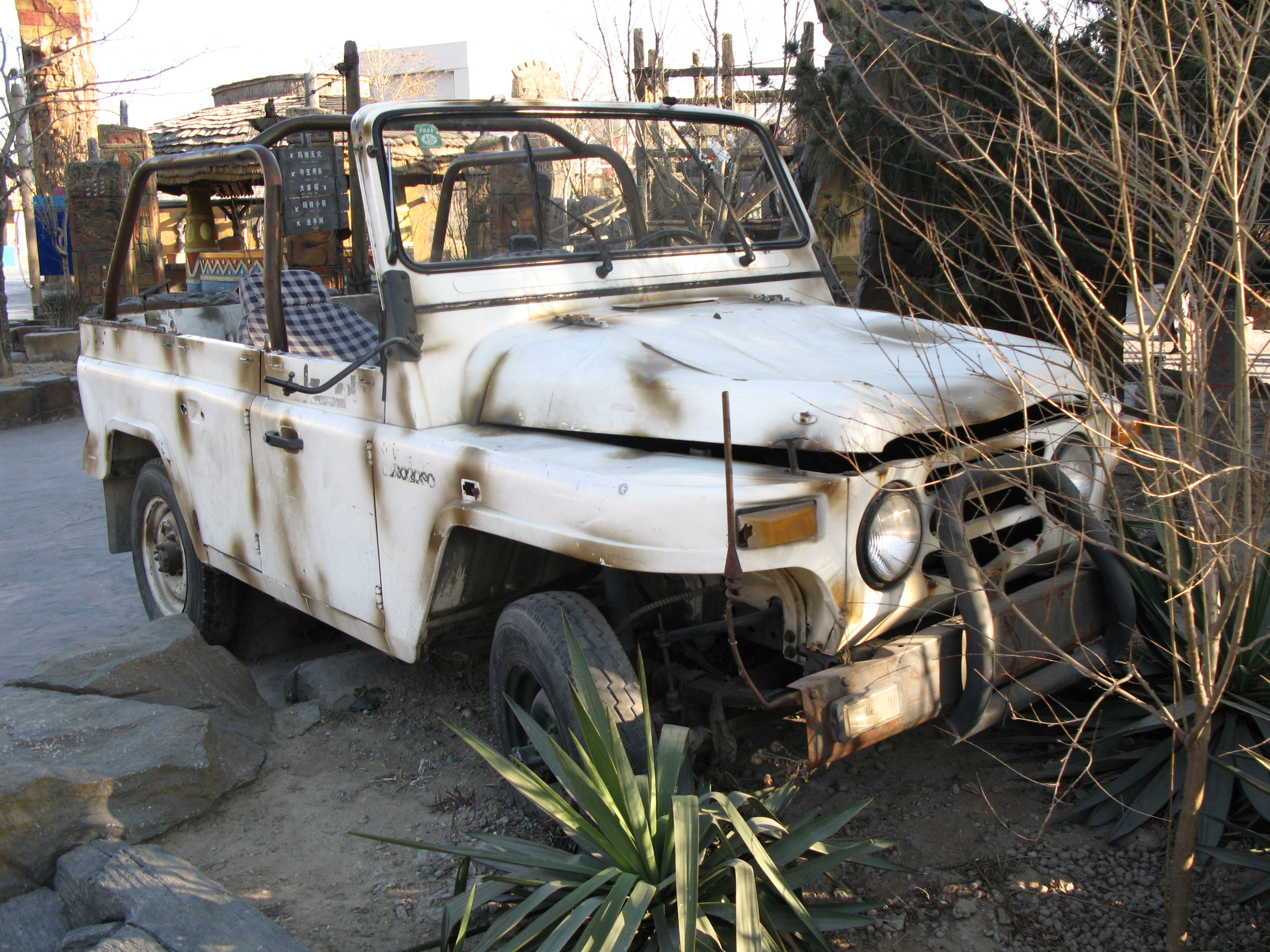
1984–2005 北京BJ212 Beijing BJ212
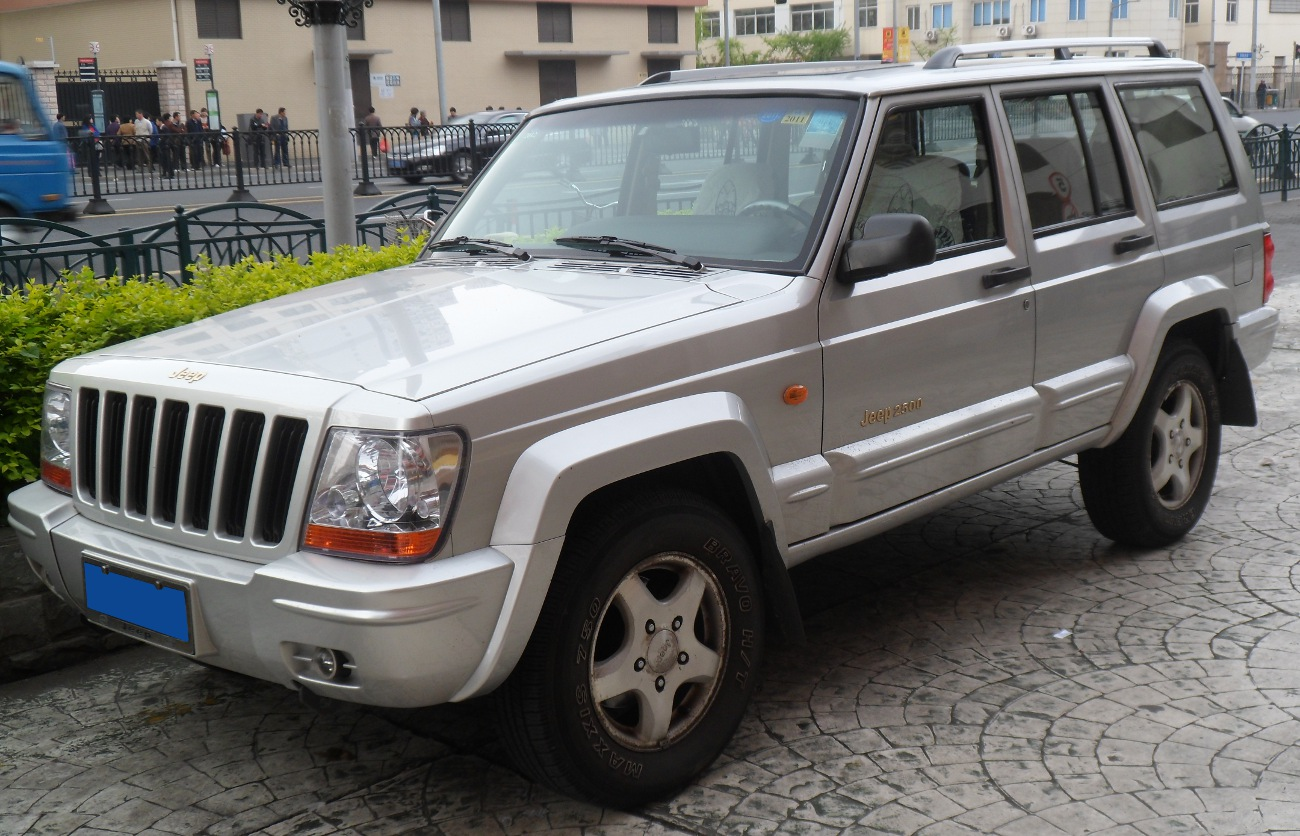
2002–2007 吉普2500/2700 Jeep 2500/2700
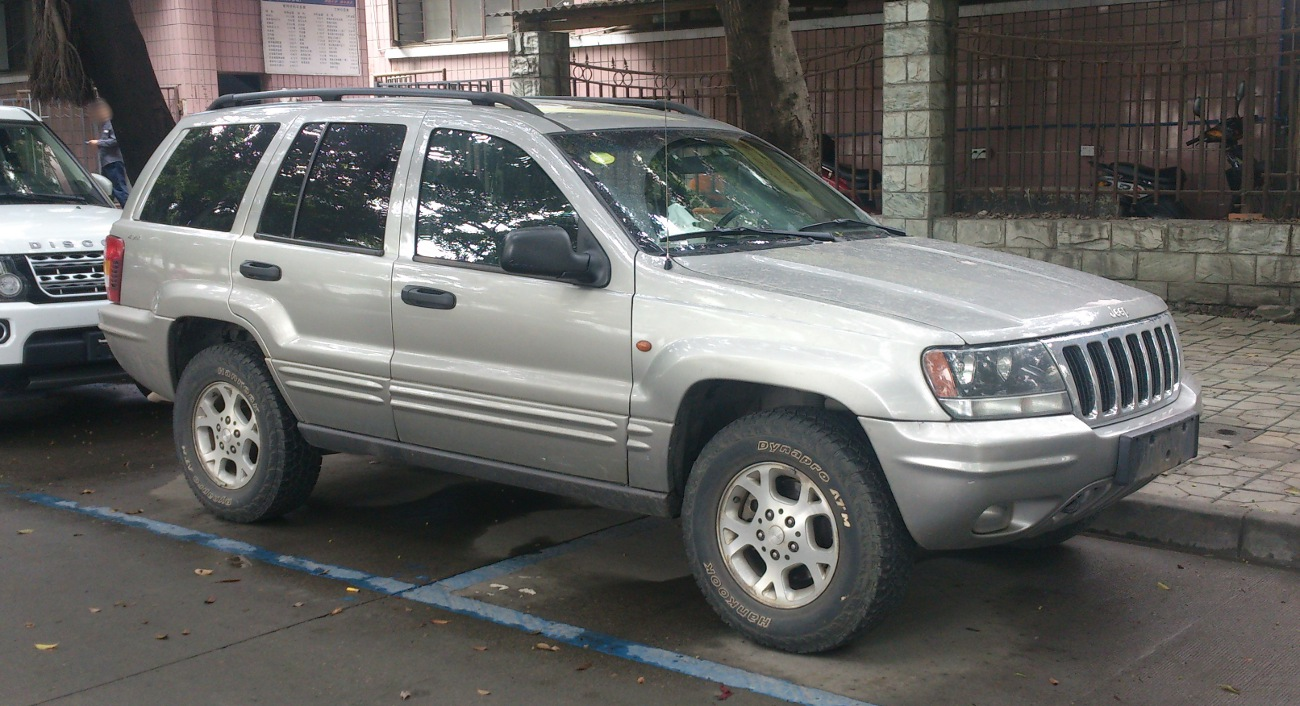
2004–2005 吉普4000/4700 Jeep 4000/4700
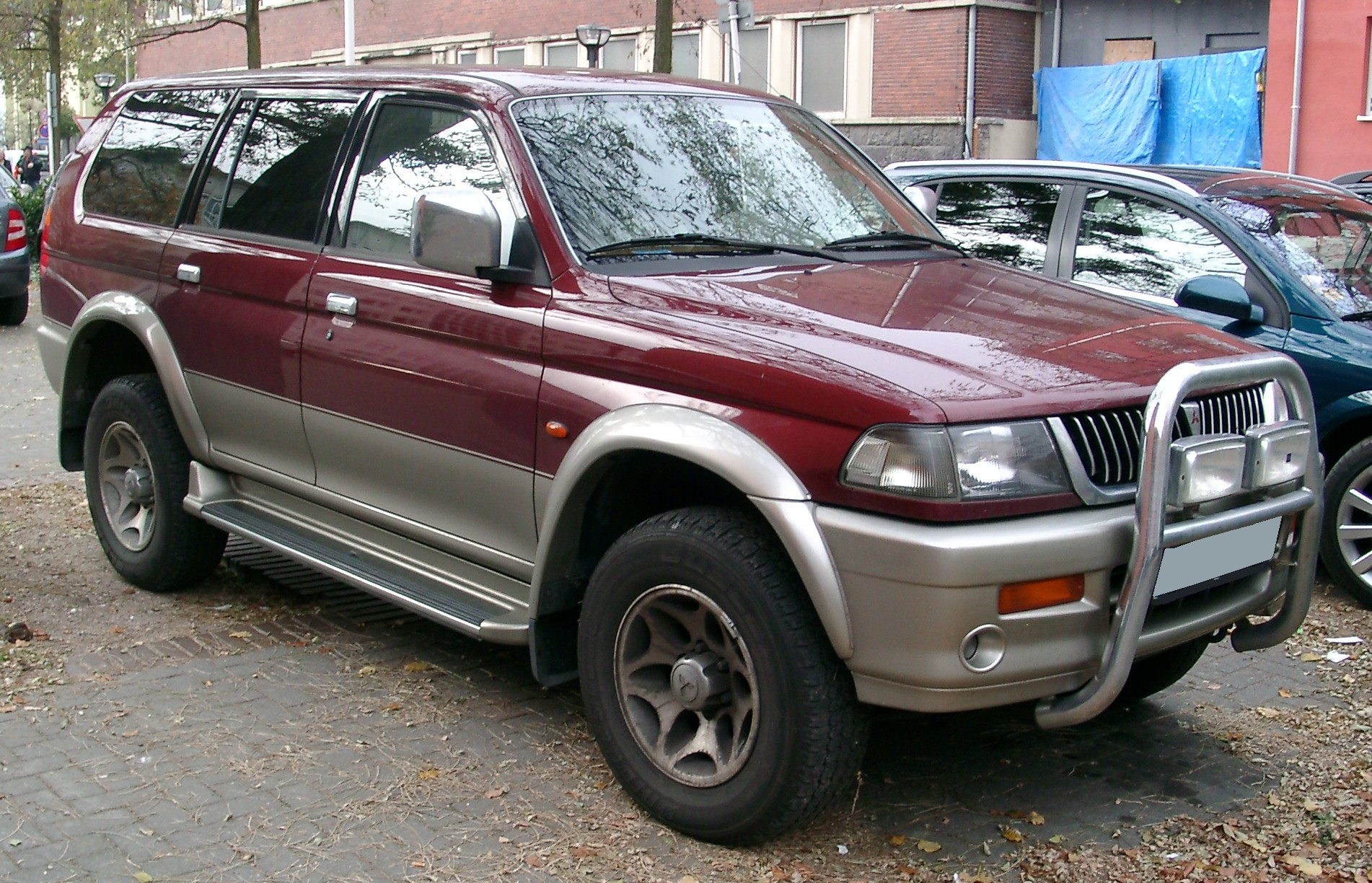
2003–2008 三菱帕杰罗运动 Mitsubishi Pajero Sport
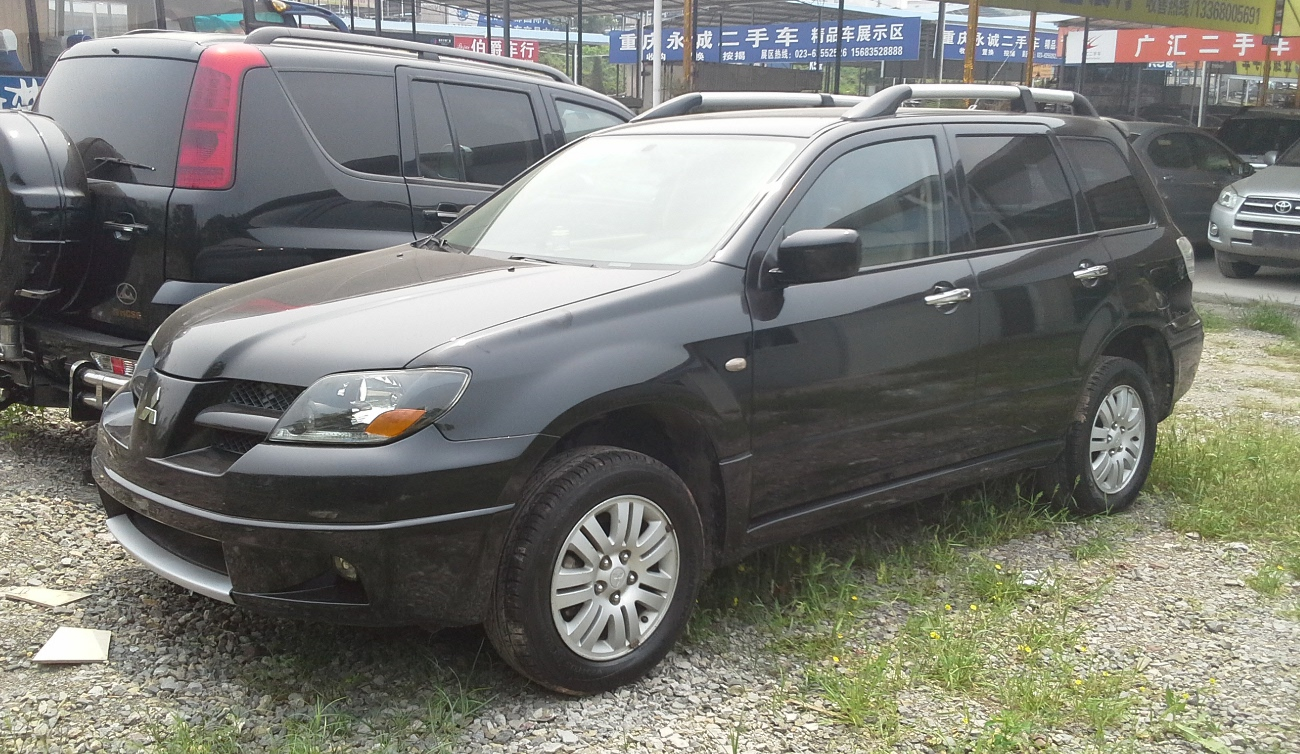
2003–2006 三菱欧蓝德经典 Mitsubishi Outlander

### Antigua producción (Beijing Benz)

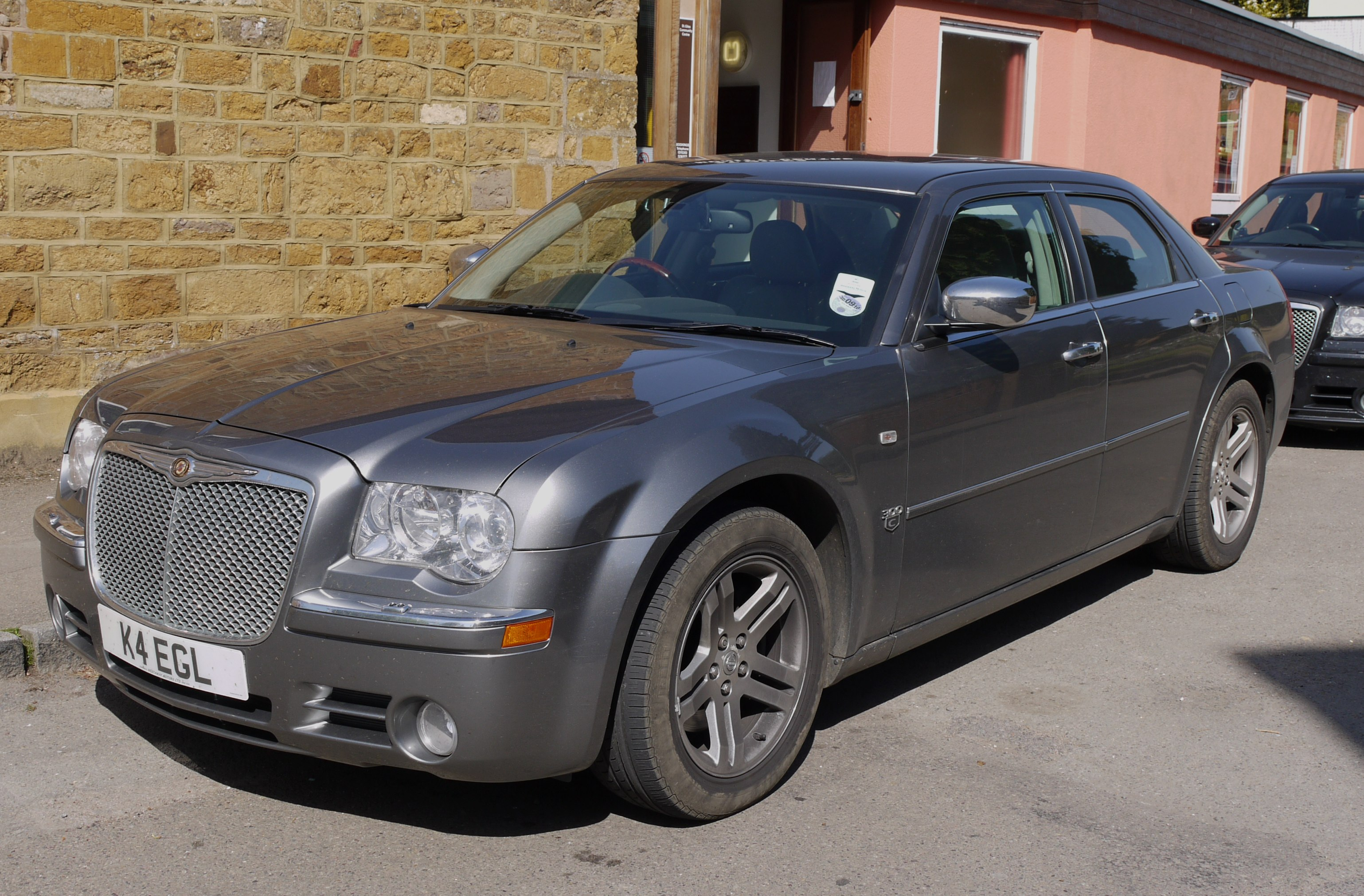
2006–2009 克莱斯勒300C Chrysler 300C
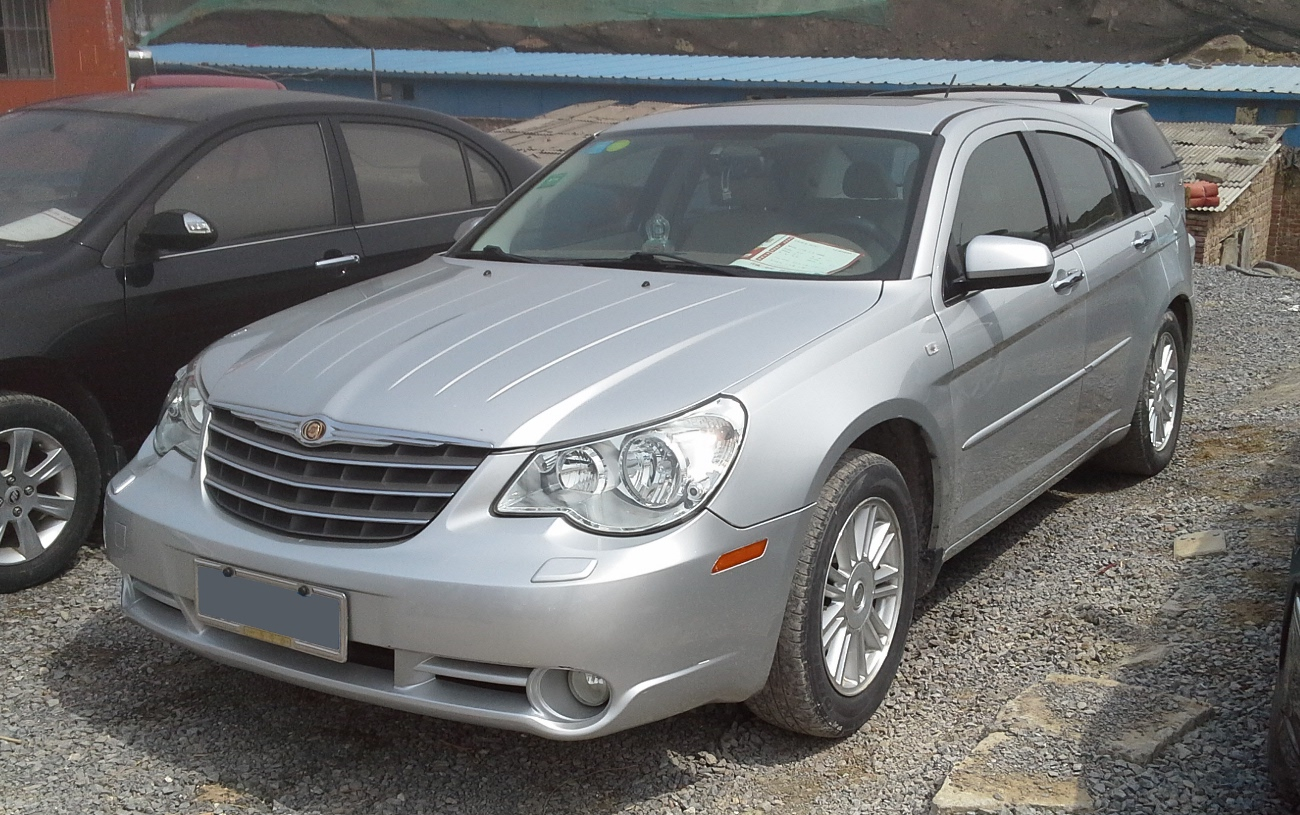
2008–2010 克莱斯勒赛百灵 Chrysler Sebring
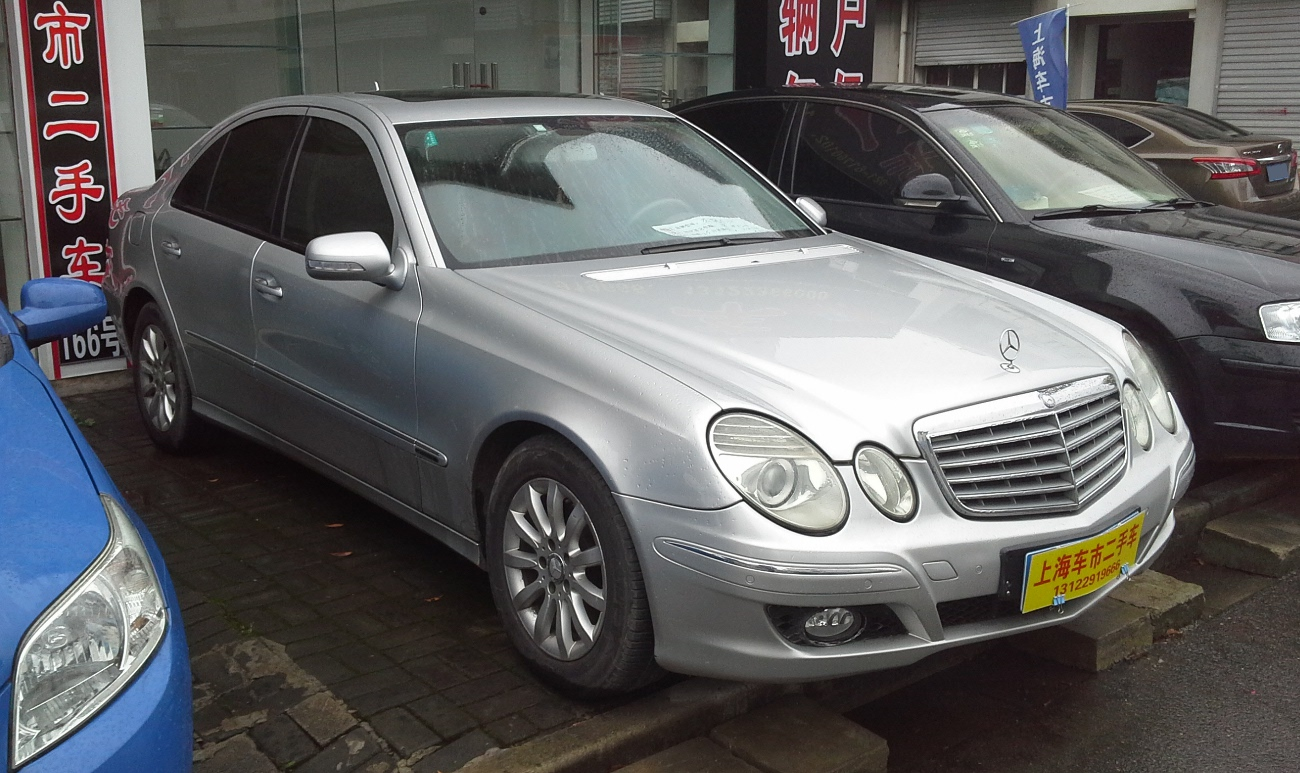
2005–2009 梅赛德斯奔驰E-级W211 Mercedes-Benz E-Class W211
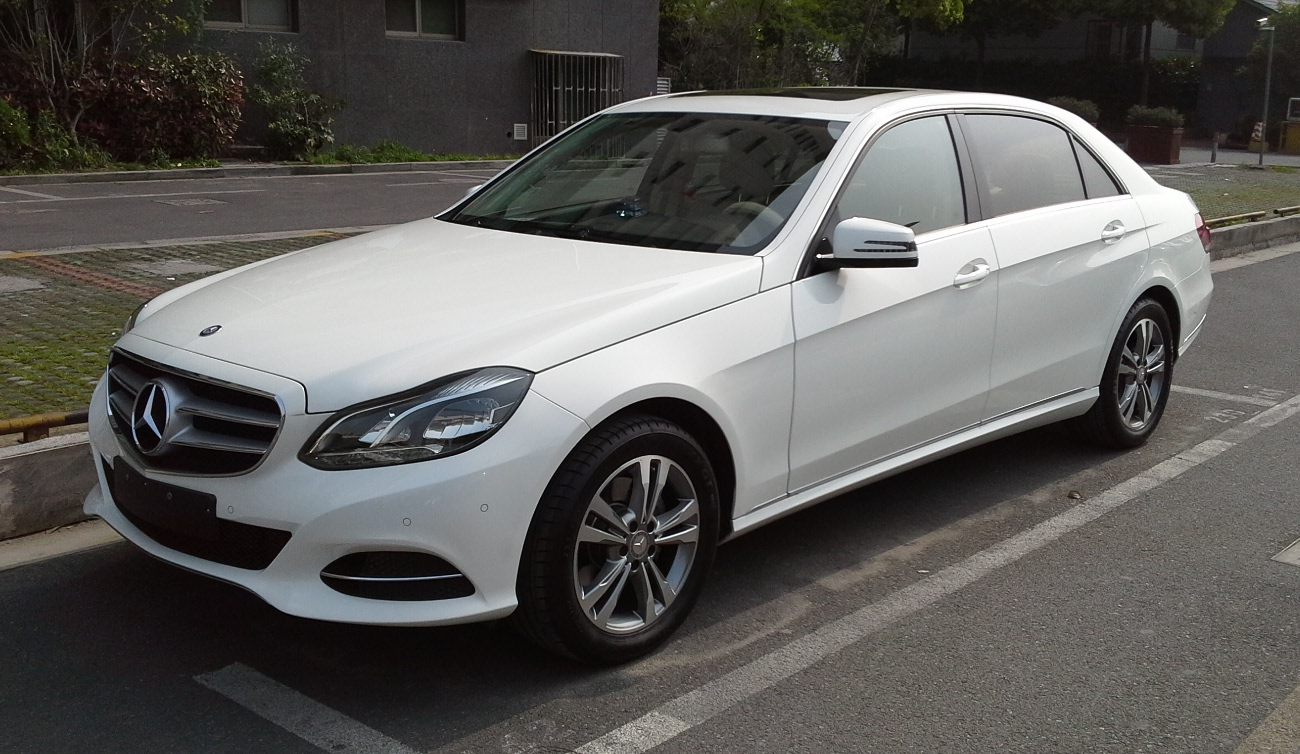
2009–2016 梅赛德斯奔驰E-级V212 Mercedes-Benz E-Class V212
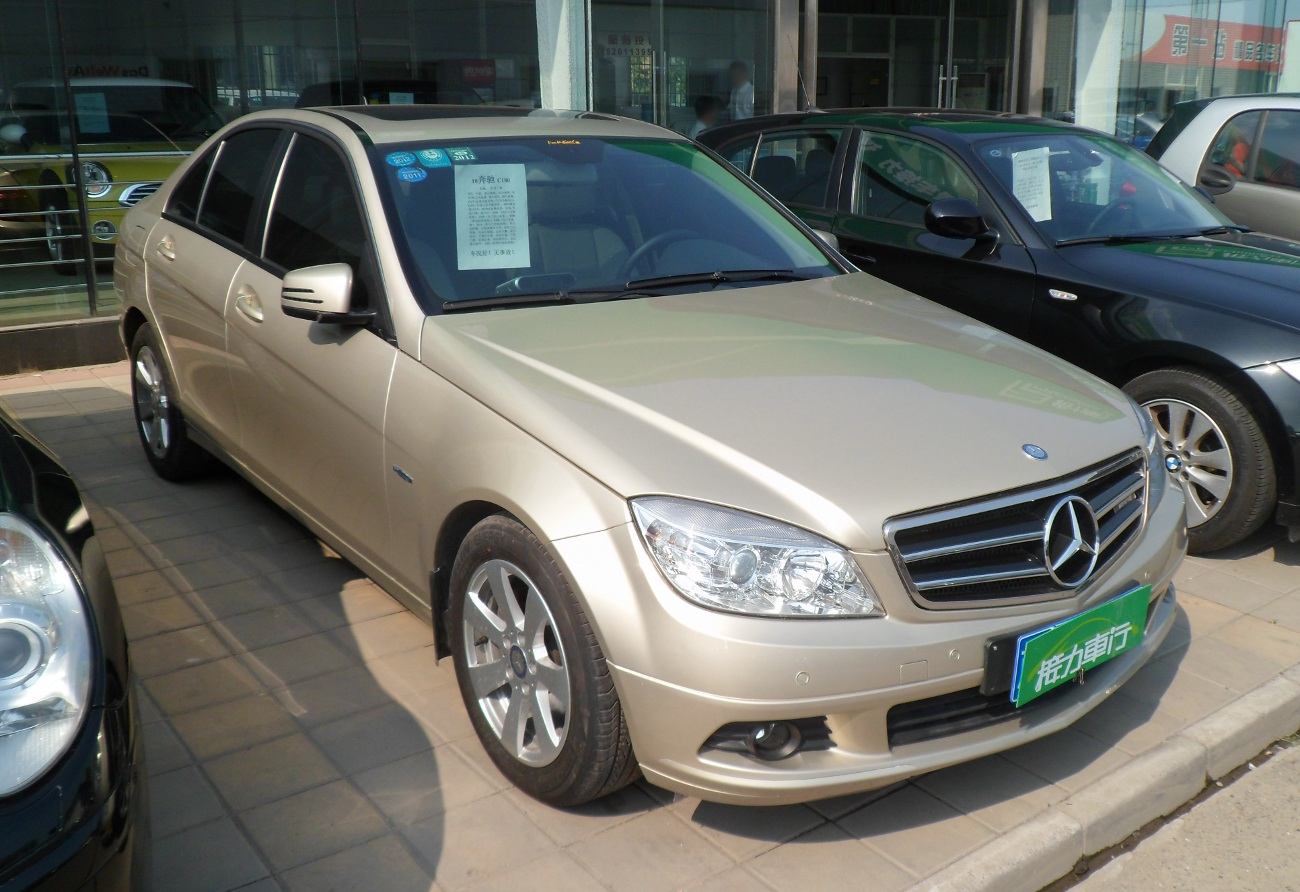
2008–2014 梅赛德斯奔驰C-级W204 Mercedes-Benz C-Class W204
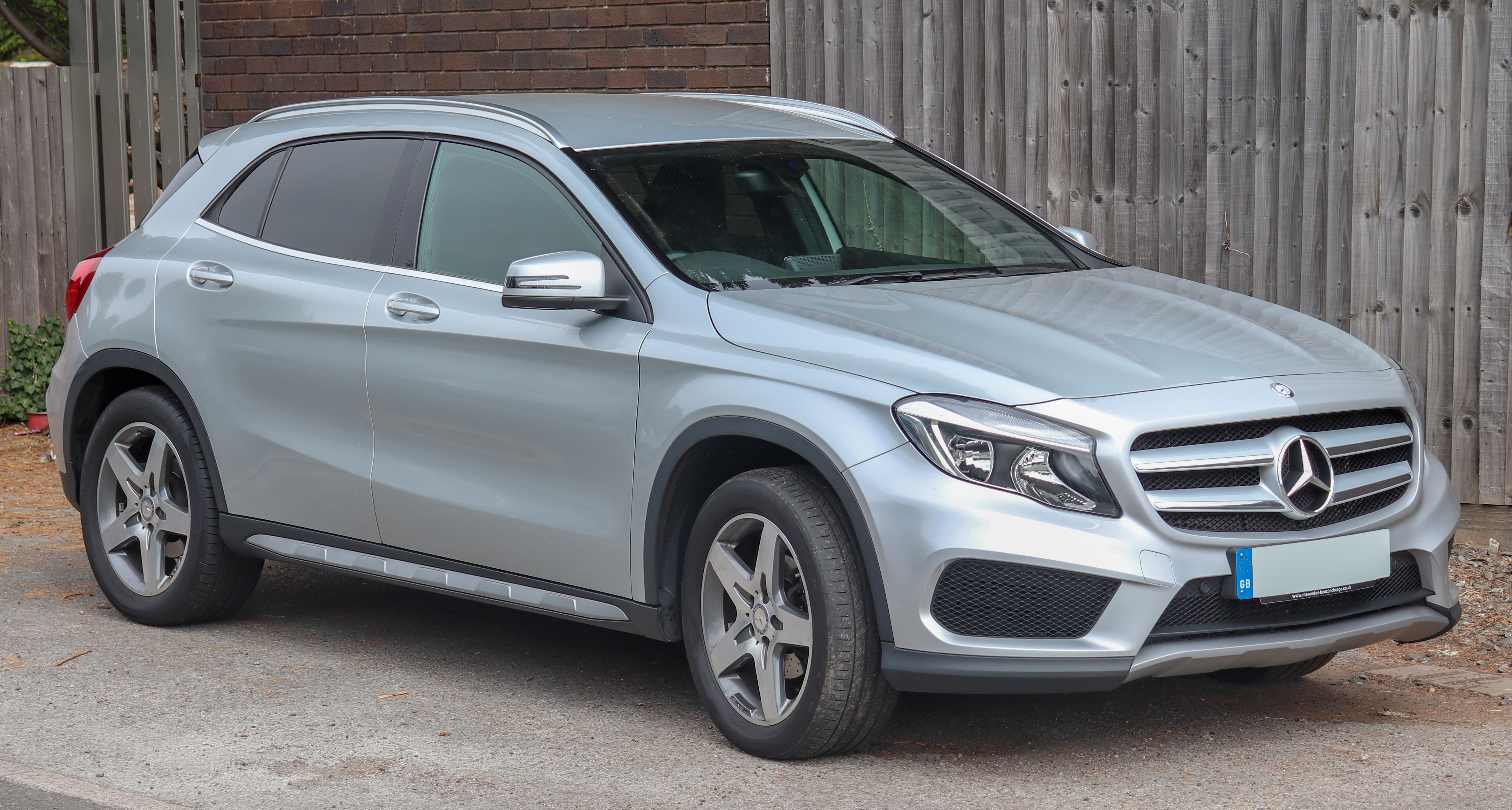
2015–2020 梅赛德斯奔驰GLA-级X156 Mercedes-Benz GLA-Class X156
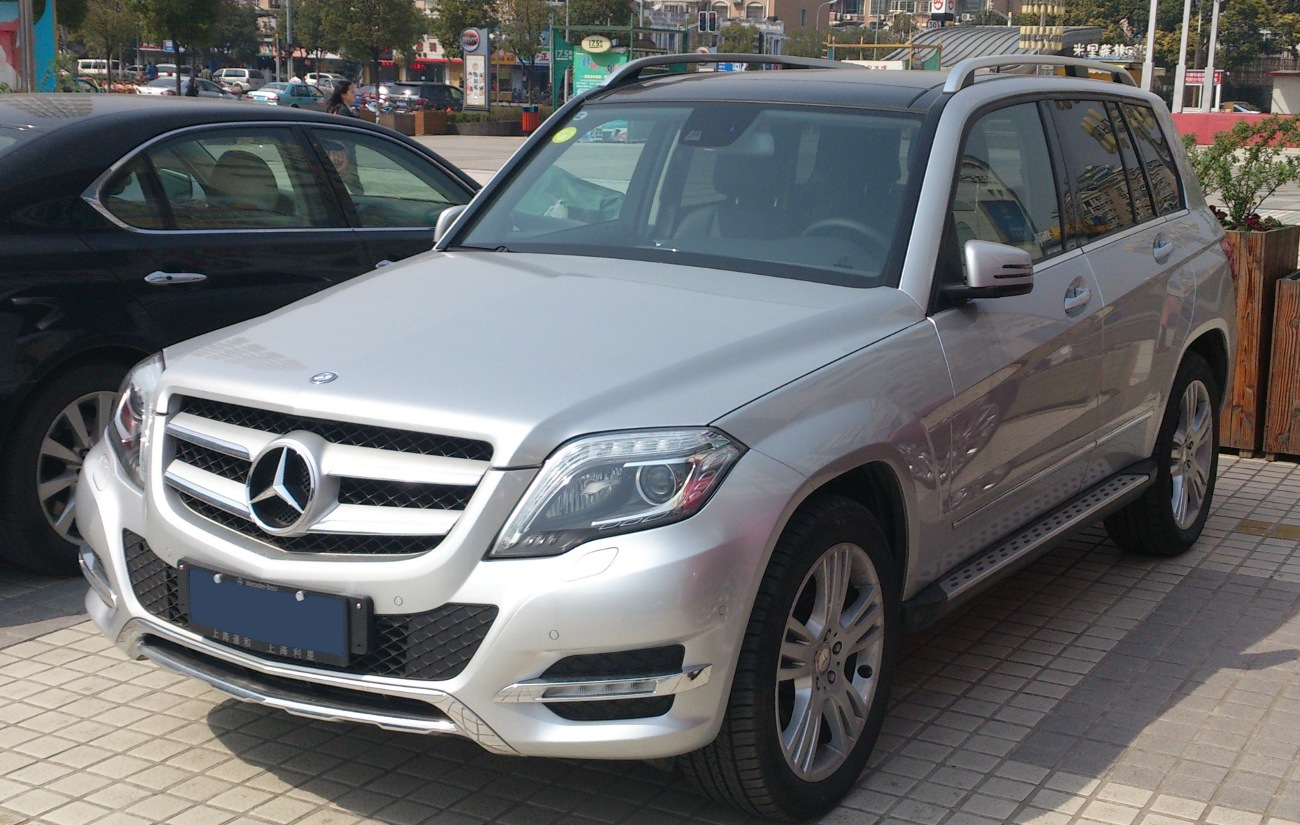
2008–2015 梅赛德斯奔驰GLK-级 Mercedes-Benz GLK-Class

### Producción de Mercedes-Benz bajoFirst Automobile Works

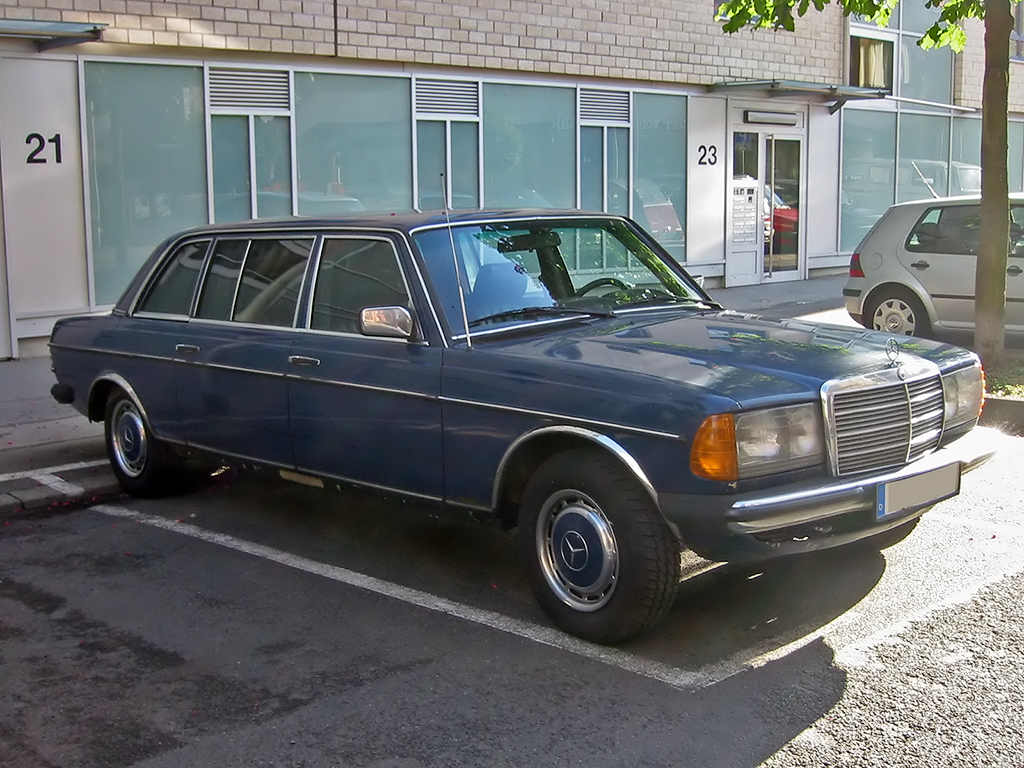
1987–1988 梅赛德斯奔驰230 Lang V123 Mercedes-Benz 230 Lang V123
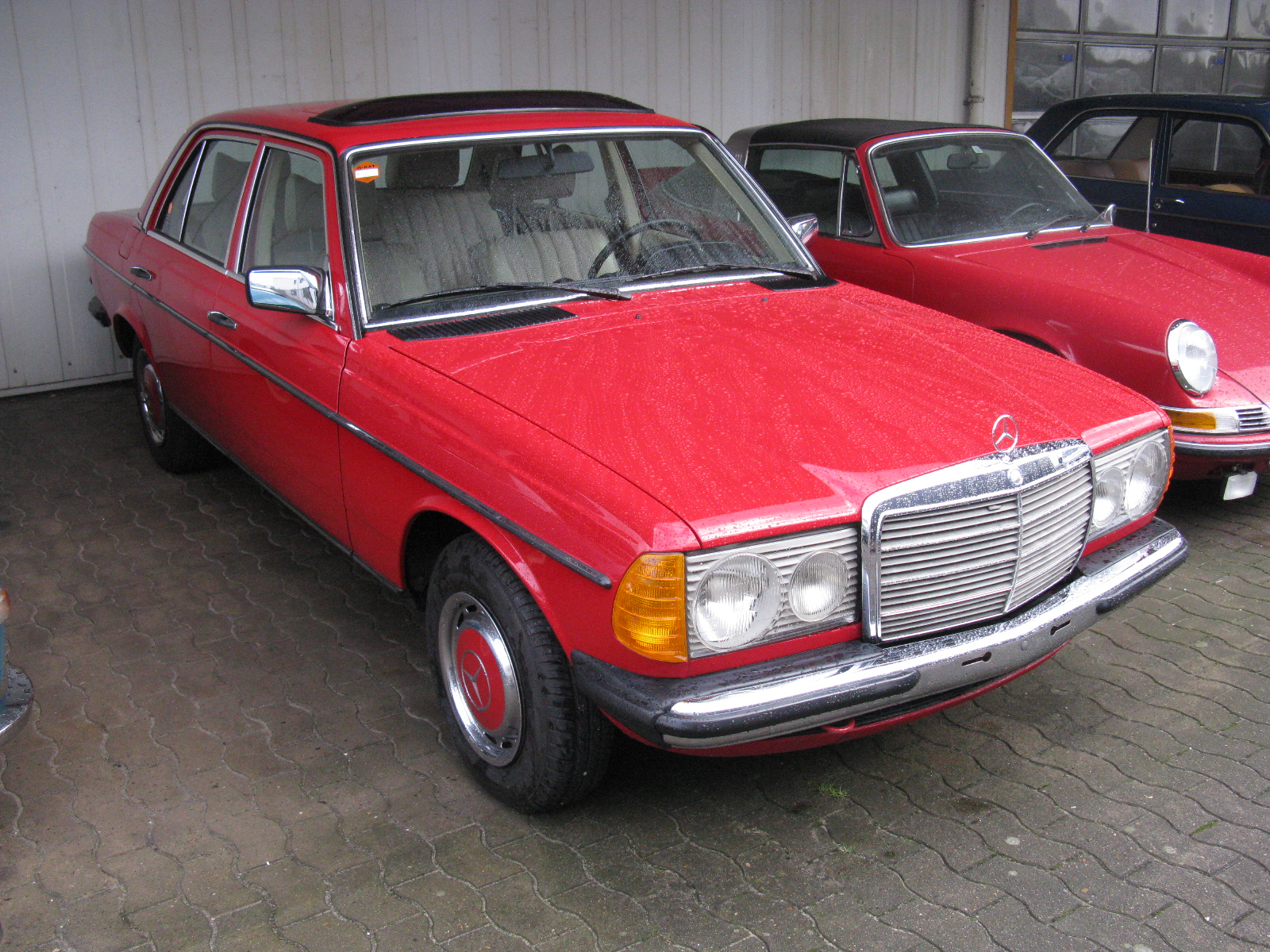
1987–1988 梅赛德斯奔驰200 W123 Mercedes-Benz 200 W123